# 阿布赛姆
阿布赛姆（法語：Habsheim，法語發音：[apsaim] ⓘ）是法国上莱茵省的一个市镇，属于米卢斯区。

## 地理
阿布赛姆（47°43'46"N, 7°25'8"E）面积15.63 平方千米，位于法国大東部大區上莱茵省，该省份为法国东部内陆省份，是阿尔萨斯的一部分，今与下莱茵省组成了阿尔萨斯欧洲集体，其北临下莱茵省，西接孚日省，西南接贝尔福地区省，东侧沿莱茵河与德国相望，南与瑞士接壤。
与阿布赛姆接壤的市镇（或旧市镇、城区）包括：里克赛姆、翁堡、迪特维莱尔、埃申茨维莱尔、尼费尔、小朗多。
阿布赛姆的时区为UTC+01:00、UTC+02:00（夏令时）。

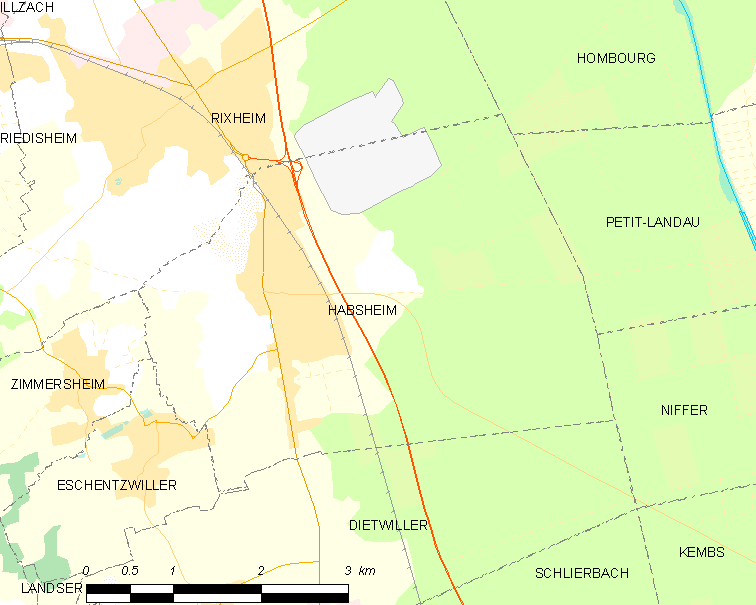
阿布赛姆的OSM定位图

## 行政
阿布赛姆的邮政编码为68440，INSEE市镇编码为68118。

## 政治
阿布赛姆所属的省级选区为里克赛姆县。

## 人口

1962-2008年间阿布赛姆人口变化图示

阿布赛姆于2022年1月1日时的人口数量为5061人。